# Nouria Benghabrit
Nuria Benghabrit Remaoun (en árabe: نورية بن غبريط رمعون), (Uchjda (Marruecos) 5 de marzo de 1952 es una socióloga e investigadora argelina. El 5 de mayo de 2014 fue nombrada Ministra de Educación Nacional de Argelia con el mandato de modernizar la escuela argelina. Desde el inicio de su mandato ha sido blanco de críticas por los sectores conservadores e islamistas del país, convirtiéndole en la ministra más criticada de los cuatro mandatos del Presidente Buteflika. Su último cargo antes de su nombramiento fue el de directora del Centro de Investigación en Antropología Social y Cultural. 

## Biografía
Fue miembro del Comité de Políticas de Desarrollo, órgano subsidiario del Consejo Económico y Social de las Naciones Unidas.
Proviene de una familia musulmana de Tremecén de origen andaluz. Es hija del ex mujahid Djilali Benghabrit muerto en 2007 y nieta del hermano de Si Kaddour Benghabrit, fundador de la Gran Mezquita de París. La familia de su marido es de origen morisca, Remaoun proviene de la arabización del nombre español Ramón.
Se licenció en sociología en 1973 y en 1977 obtuvo el diploma de postgrado (DEA) en sociología de la educación en la Universidad de Orán especializándose en orientación escolar y profesional. En su etapa universitaria fue activa en el Comité Universitario del Voluntariado (CUV) que movilizó a los estudiantes del país para explicar la revolución agraria a los campesinos.
En 1982, obtuvo el doctorado en la misma especialidad en la Universidad de París V. Sus temas de interés fue educación, infancia, jóvenes, género, familia, mujeres y trabajo.

### Trayectoria profesional
Siendo profesora desde 1973 en la Universidad de Orán, en 1976 fue nombrada jefe del Departamento de Sociología de la misma universidad. En 1985 se incorpora a la recién creada Unidad de Investigación en Antropología Social y Cultural (URASC), primero como investigadora y directora del laboratorio de investigación sobre los sistemas de educación y formación que ella crea y luego como director de la unidad 1989-1992, durante el cual la URASC se convierte en centro de investigación. Ha dirigido el Centro Nacional de Investigación de Antropología Social y Cultural (CRASC) desde su creación en 1992 hasta su nombramiento como ministra en 2014.
Formó parte de la comisión Benzaghou responsable en 2001 de realizar un informe sobre el sector de la educación en Argelia.
Fue elegida en 2002 y 2005 por dos mandatos sucesivos representante para el Norte de África en el Comité Ejecutivo del Consejo para el Desarrollo de la Investigación en Ciencias Sociales en África (CODESRIA).
De 2003 a 2006 fue presidenta del comité árabe de la Unesco para la educación superior y, como tal, miembro del foro Comité Mundial de la UNESCO sobre la educación superior, la investigación y el conocimiento. 
Entre 2007 a 2010 fue vicepresidenta del Consejo de Administración del Instituto Africano de la Gobernanza (AGI).
En 2012 fue nombrada por el Secretario General de la ONU miembro del Comité de Políticas de Desarrollo encargado de presentar al Consejo Económico y Social de Naciones Unidas análisis independientes. Renunció a su responsabilidad al asumir el cargo de ministra en 2014.
Se maneja con mayor fluidez con el idioma francés que con árabe. Su nombramiento como ministra fue mal recibido por los sectores conservadores e islamistas y desde el inicio de su mandato ha sido blanco de críticas y rumores. Ha sido acusada de atentar contra la unidad nacional y el islam, de complicidad con Francia, de apoyo al "judaísmo internacional". Un diputado islamista denunció que estaba inspirada por el Mosad, la agencia de inteligencia israelí y Abderrazak Mokri, líder del Movimiento de la Sociedad por la Paz MSP próximo a los Hermanos Musulmanes ha declarado sobre ella que es "un peligro para la nación." 